# Marko Rehmer
Marko Rehmer (* 29. April 1972 in Ost-Berlin) ist ein ehemaliger deutscher Fußballspieler. Rehmer ist Geschäftsführer einer Spielerberaterfirma.

## Vereinskarriere
In der Jugend spielte Rehmer beim 1. FC Union Berlin. Als Abwehrspieler war er in der Bundesliga ab 1997 für Hansa Rostock aktiv. Von 1999 bis 2005 spielte er für Hertha BSC. Seine letzte Station im Profifußball war von 2005 bis 2007 Eintracht Frankfurt. In der höchsten deutschen Spielklasse absolvierte Rehmer insgesamt 225 Partien.
Im Jahre 2004 nahm er ohne Absprache mit seinem Verein Hertha BSC ein von einem HNO-Arzt verschriebenes Medikament ein, das auf der Dopingliste stand. Allerdings ist das Medikament lokal anwendbar und muss der NADA bei Einnahme gemeldet werden. Dies wurde versäumt. Rehmer akzeptierte daraufhin eine hohe Geldstrafe, um eine fristlose Entlassung zu vermeiden. Von Verletzungen zurückgeworfen, gehörte er danach nicht mehr zur Stammmannschaft von Hertha BSC und wechselte im Sommer 2005 zu Eintracht Frankfurt. Mit Ablauf der Saison 2006/07 endete sein Vertrag bei den Hessen und er beendete seine Profikarriere.

## Nationalmannschaftskarriere
In der Nationalmannschaft bestritt er von 1998 bis 2003 35 Spiele für den DFB und erzielte dabei vier Treffer.
Rehmer machte sein Länderspieldebüt am 2. September 1998 beim 1:2-Auswärtssieg gegen Malta. Sein erstes Tor konnte er am 29. März 2000 gegen die Auswahl von Kroatien beim 1:1-Unentschieden erzielen.
Rehmer schaffte es nicht in den deutschen Kader zum Confed-Cup 1999. Im Jahr 2000 kam er zu zwei Einsätzen bei der Fußball-Europameisterschaft in Belgien und den Niederlanden. Er durfte 45 Minuten beim 1:1 gegen Rumänien spielen, beim folgenden Spiel gegen England kam er nicht zum Einsatz. Im letzten Gruppenspiel gegen Portugal kam er bei der 0:3-Niederlage über die volle Spielzeit zum Einsatz.
Er nahm mit dem DFB-Team an der Fußball-Weltmeisterschaft 2002 in Südkorea und Japan teil (ein Einsatz) und wurde Vizeweltmeister. Seinen einzigen Einsatz hatte er im Achtelfinale gegen Paraguay.

## Spielweise
Rehmers herausragendste Stärke war seine hohe Geschwindigkeit. Schon während seiner Jugendzeit versuchte der Leichtathletik-Verband ihn aufgrund seiner Laufleistungen und Schnelligkeit vom Fußball abzuwerben. 2001 wurde Rehmer bei der Nationalmannschaft auf der Distanz von 30 Metern mit der Rekordzeit 3,72 Sekunden gestoppt.
Rehmer spielte überwiegend als Außenverteidiger, konnte aber auch in der Innenverteidigung eingesetzt werden.

## Erfolge
- Vizeweltmeister 2002 (Deutschland)
- DFB-Pokalfinale 2006 (Eintracht Frankfurt)
- Sieger Ligapokal 2001, 2002 (Hertha BSC)

## Sonstiges
Rehmer beteiligte sich im April 2021 mit 10 % an der Gründung von Berlin Thunder, einer American-Football-Mannschaft, die in der ebenfalls 2021 gegründeten European League of Football spielt. Im Oktober 2021 verkaufte er seinen Anteil an Björn Werner.